# José María de Garay y Rowart
José María de Garay y Rowart (Calañas, 16 de octubre de 1869-Madrid, 11 de septiembre de 1940), iii conde de Valle de Súchil, fue un político y abogado español. Fue diputado en cuatro ocasiones durante las dos primeras décadas del siglo XX, senador vitalicio y alcalde de Madrid durante nueve meses del año 1922.
El título nobiliario español de conde de Valle de Súchil fue creado el 1 de abril de 1775 por decreto del rey Carlos III, para que le fuese otorgado a José Ignacio del Campo Soberón y Larrea, minero en Nueva Vizcaya, en la actualidad denominado estado de Durango, México. Dejó de ser utilizado a partir de 1823, cuando murió el segundo conde. Fue rehabilitado en 1919 por el rey Alfonso XIII a favor de José María de Garay y Rowart.

## Reseña biográfica
Hijo de un ingeniero de minas de origen vasco, con un año de edad se trasladó a Madrid, donde se educó en la Institución Libre de Enseñanza. Luego estudió Derecho en la Universidad Central. Fue elegido diputado en cuatro ocasiones, en 1903, 1905 y 1907 por el distrito de Madrid y en 1910 por el distrito palentino de Cervera de Pisuerga. Desde 1914 fue senador vitalicio y llegó a ser vicepresidente de esa cámara.
El 18 de marzo de 1922 pasó a desempeñar el cargo de alcalde de Madrid, tras haber sido teniente de Alcalde, por orden real, lo cual le supuso una fuerte oposición de los concejales elegidos por el pueblo. Sin embargo, sus esfuerzos por mejorar la instrucción pública y su impulso para que se inaugurase el segundo tramo de la Gran Vía le granjearon el respeto popular y también del Concejo. Cesó en el cargo el 18 de diciembre de ese mismo año de 1922.
Falleció en Madrid el 11 de septiembre de 1940.